# Бун Пальц
Річард Бун Пальц (англ. Richard Boone Pultz; 18 листопада 1959) — американський професійний боксер, перший чемпіон світу за версією WBO у першій важкій вазі (1989 — 1990).

## Професіональна кар'єра
1989 року Пальц, маючи рекорд 17-0, отримав можливість битися за вакантний титул у першій важкій вазі за версією недавно створеної Світової боксерської організації. 3 грудня 1989 року у Копенгагені він вийшов на бій проти Магне Гавнаа (Норвегія) і здобув перемогу розділеним рішенням. 17 травня 1990 року відбувся реванш, і норвежець здобув перемогу над американцем технічним нокаутом в п'ятому раунді, відібравши звання чемпіона.